# ليون كيسيل
ليون كيسيل (بالإنجليزية: Leon Kessel)‏ هو لاعب بولينغ جنوب أفريقي، ولد في 1911، وتوفي في 2001.